# Municipio de Güira de Melena
Municipio de Güira de Melena är en kommun i Kuba.   Den ligger i provinsen Artemisa, i den västra delen av landet, 40 km söder om huvudstaden Havanna. Antalet invånare är 37 838. Arean är 178 kvadratkilometer.
Terrängen i Municipio de Güira de Melena är platt.